# Cymindis asiabadensis
Cymindis asiabadensis es una especie de coleóptero de la familia Carabidae.

## Distribución geográfica
Habita en Afganistán, Tayikistán y Turkmenistán.